# Groupe Actéon
Pour les articles homonymes, voir Actéon (homonymie).
Le groupe Actéon ou îles du groupe Actéon est un archipel inhabité de France situé dans l'océan Pacifique, dans l'archipel des Tuamotu. Il est composé des quatre atolls de Matureivavao, Tenarunga, Vahanga et Tenararo.

## Géographie

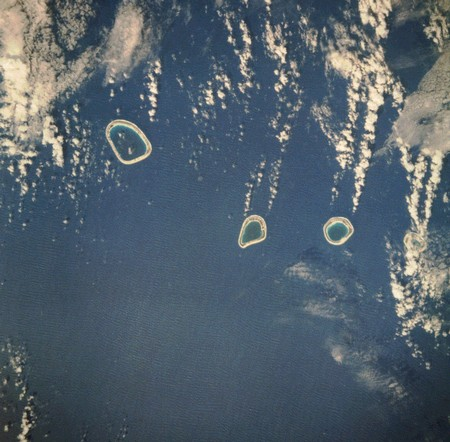
Image satellite du groupe Actéon avec de gauche à droite les atolls de Matureivavao, Tenarunga, Vahanga et Tenararo (sous les nuages), le nord étant en bas du cliché.

Le groupe Actéon est situé à 245 km au nord-ouest des îles Gambier auxquelles il est administrativement rattaché et à 1 375 km au sud-est de Tahiti. Il est constitué par quatre atolls inhabités que sont Matureivavao (3,96 km2), Tenarunga (4,25 km2), Vahanga (3,82 km2), et Tenararo (2,72 km2), représentant environ 14,75 km2 de terres émergées au total.

## Histoire
Le groupe Actéon aurait été pour la première fois approché par le navigateur portugais Pedro Fernández de Quirós en 1605-1606 sans que cela soit parfaitement attesté et noté sous la dénomination Làs Cuatro Coronadas (les « quatre couronnées »). De façon assurée, la première mention non ambigüe date de 1833 par le navigateur Thomas Ebrill qui l'aborde sur son navire marchand Amphitrite, puis en 1837 par le capitaine Lord Edward Russell venu sur son navire militaire HMS Acteon, donnant ainsi le nom au groupe d'îles.
En 2021, un conflit de propriété sur les quatre îles oppose l'Église catholique – par l'intermédiaire du conseil d’administration de la mission catholique de Tahiti (Camica) de l'archidiocèse de Papeete, – devenue propriétaire officielle des îles par prescription acquisitive (ou usucapion) après trente ans d'occupation et de mise en valeur des terres, aux habitants de Tureia et Nukutavake qui occupaient ponctuellement et exploitaient traditionnellement ces atolls inhabités de manière permanente,.

## Faune et flore
Le groupe d'atoll possède une faune aviaire rare et protégée qui est très menacée avec seulement 200 spécimens de Gallicolombe érythroptère au monde et 900 de Chevalier des Tuamotu dans les Tuamotu-Gambier.